# Радбрух
Радбрух (нем. Radbruch) — община в Германии, в земле Нижняя Саксония.
Входит в состав района Люнебург. Подчиняется управлению Бардовик. Население составляет 1915 человек (на 31 декабря 2010 года). Занимает площадь 22,54 км².